# Léo Malet
Pour les articles homonymes, voir Malet.
Œuvres principales
- Série Nestor Burma

Léon Malet, dit Léo Malet (Montpellier, 7 mars 1909 – Châtillon, 3 mars 1996), est un écrivain et poète français, auteur de nombreux romans policiers, dont la série ayant pour héros Nestor Burma, « détective de choc ».
Il a également écrit sous différents pseudonymes : Frank Harding, Léo Latimer, Lionel Doucet, Jean de Selneuves, Noël Letam, Omer Refreger, Louis Refreger — ainsi que, en association avec les écrivains Serge Arcouët et Pierre Ayraud, sous le pseudonyme collectif de John-Silver Lee. Il est pour certains « l'inventeur du roman noir français ».

## Biographie

### Jeunesse et premiers engagements politiques

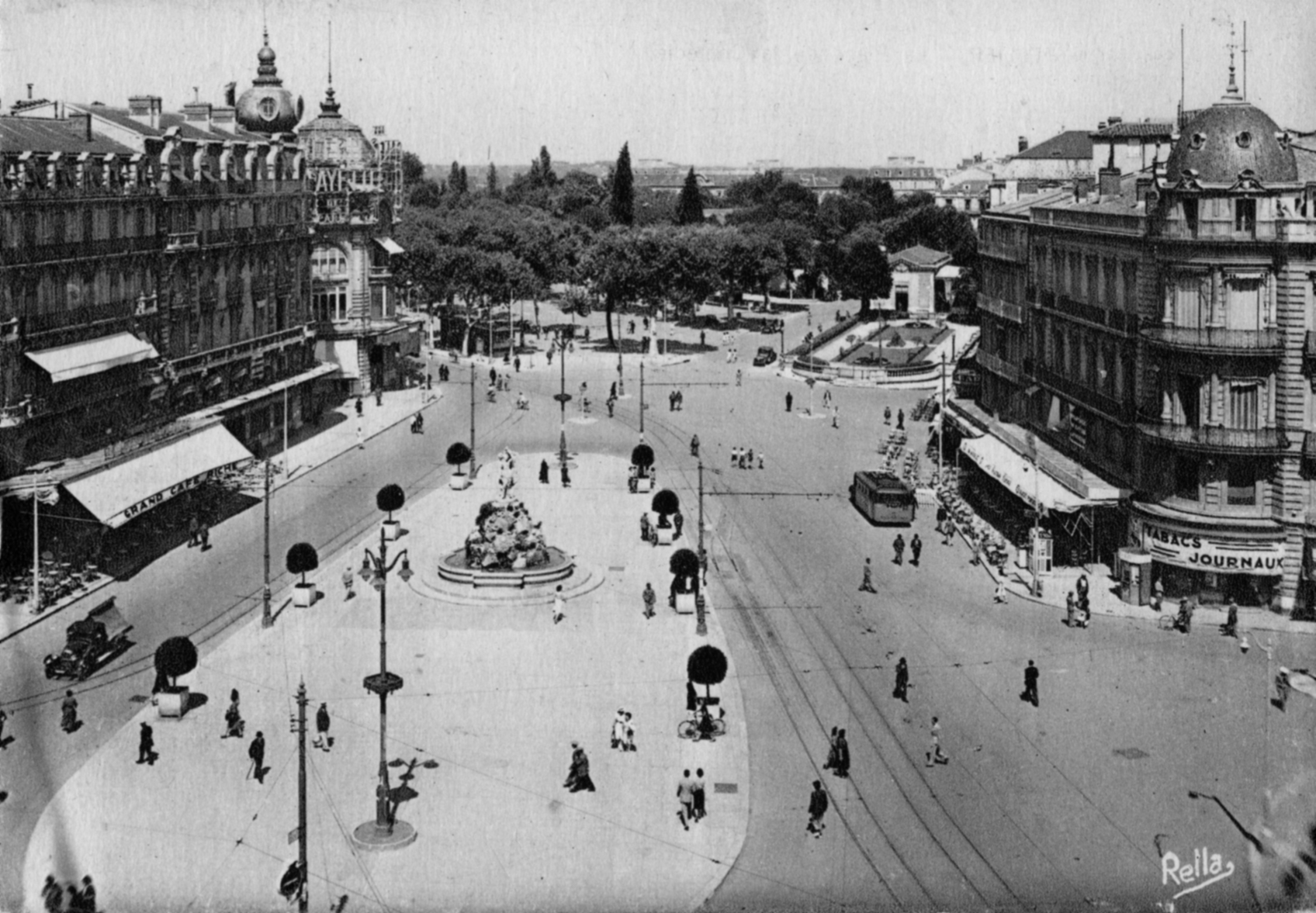
La place de la Comédie (photographiée ici en 1949) où Léo Malet vendait à la criée L'Insurgé chaque dimanche.

Léo Malet est fils de Jean-Marie Gaston Malet, employé de bureau, et de Louise Nathalie Refreger, couturière. À l'âge de deux ans, il perd son père puis, deux jours après, son petit frère âgé de six mois et, dans l'année qui suit, sa mère. Tous les trois sont morts de la tuberculose. Léo est recueilli par son grand-père Omer Refreger, ouvrier tonnelier, et par sa grand-mère Marie Refreger, gardienne d'un parc avicole.
En 1923, à la suite du suicide de Philippe Daudet, il découvre le journal Le Libertaire où il trouve, comme il le précise plus tard dans son autobiographie, « un écho de [s]es préoccupations ». À la suite de cette lecture, il rejoint le groupe libertaire de Montpellier : « c'est ainsi que je me suis intégré au groupe libertaire de Montpellier et que j'ai participé à leurs actions, vente de journaux, distribution de tracts, collage d'affiches. À ce moment-là, on menait une grande campagne pour l'amnistie des mutins de la mer Noire... ». En 1925, André Colomer qui vient de fonder L'Insurgé vient à Montpellier pour traiter du thème : « Deux monstres, Dieu et la Patrie, ravagent l'humanité ». Léo Malet le rencontre à cette occasion. Il s'ensuit une correspondance entre les deux hommes. « André Colomer m'envoyait chaque semaine un paquet de L'Insurgé, que je distribuais dans quelques kiosques, et que l'on vendait à la criée, le dimanche, sur la place de la Comédie et l'Esplanade. »

### Montée à Paris, la période de la vache enragée
Il « débarque à Paris avec 105 francs en poche. C'était le 1er décembre 1925, à 9 heures du matin » et est hébergé par André Colomer. Il fréquente les milieux anarchistes, dont le foyer végétalien de la rue de Tolbiac qu'il décrira plus tard dans plusieurs romans. Il commence sa carrière comme chansonnier au cabaret La Vache enragée à Montmartre fin 1925. Il exerce ensuite différents petits métiers : employé de bureau, manœuvre, journaliste occasionnel (L’En-dehors, L'Insurgé, Journal de l'Homme aux Sandales, La Revue anarchiste, etc.), « nègre » pour un journal de maître-chanteur, gérant de magasin de mode, figurant de cinéma, crieur de journaux, emballeur (chez Hachette). 
Au printemps 1926, il passe deux mois à la prison pour mineurs de la Petite Roquette pour vagabondage. De retour à Montpellier, il dépose sa candidature aux élections législatives françaises de 1928 comme candidat antiparlementaire, avec comme consigne « Ne votez pas ». « Pour être candidat, pas besoin d'argent, comme aujourd'hui : il suffisait de se déclarer à la mairie ou à la préfecture. Ce qui nous permettait d'avoir accès à des panneaux sur lesquels nous pouvions poser nos affiches sans payer le droit de timbre. J'étais mineur. Mais on acceptait tout le monde. Évidemment, si j'avais recueilli le nombre de suffrages nécessaires pour être élu, ça aurait compté pour rien. »
La même année, il remonte à Paris et rencontre Paulette Doucet, qui devient immédiatement sa compagne. Ils se marient en 1940, et vivent ensemble jusqu'au décès de Paulette en 1981. Lors de la réédition de ses romans écrits sous pseudonymes, Léo Malet lui rendra hommage avec cette dédicace : « À la mémoire de Paulette, mon épouse qui, pendant tant d'années, m'a distribué le pain qu'elle était seule à gagner. »

### Rencontre avec le mouvement surréaliste
Au début des années 1930, « après voir lu le numéro 12 de La Révolution surréaliste, où j'avais pris connaissance du Second Manifeste, je me suis procuré le Premier Manifeste qui avait été réédité avec la Lettre aux voyantes… et je me suis mis à écrire quelques textes automatiques selon la méthode surréaliste. Et je les ai envoyés à André Breton ». Il rencontre celui-ci le 13 mai 1931.
Lié au groupe surréaliste de 1931 à 1949, Malet écrit de la poésie, publiant en 1936 Ne pas voir plus loin que le bout de son sexe, imprimé à seulement une trentaine d'exemplaires.
Éprouvant « une passion presque artistique pour trois assassins célèbres : Lacenaire, Landru et Weidmann, [il] voulai[t] publier une brochure aux éditions surréalistes avec Maurice Heine, Henri Pastoureau et Georges Mouton, sur l'affaire Eugène Weidmann ». Ce projet ne se réalise pas mais « c'est Eugène Weidmann qui m'a inspiré mon poème Le Frère de Lacenaire ».
De nombreux surréalistes étant alors proches du trotskisme, il milite avec Benjamin Péret au parti trotskiste POI (parti ouvrier internationaliste), de 1936 à 1939. C'est en tant que militant du POI qu'il héberge quelques jours Rudolf Klement, ancien secrétaire de Léon Trotski, juste avant sa disparition et son assassinat.
Léo Malet tenait, avant-guerre, le magasin de journaux à l'angle des rues Sainte-Anne et des Petits-Champs à Paris. Ce fut pour lui une expérience de vie enrichissante sur le plan social. Il en parlait souvent dans ses interviews. Son personnage de fiction, le détective privé Nestor Burma, a installé ses bureaux, ceux de l'agence Fiat Lux, au-dessus de ce magasin de journaux (qui existe toujours en 2012). Le bâtiment est un immeuble à cariatides restitué par Tardi dans ses bandes-dessinées consacrées à Nestor Burma.
Au début de la Seconde Guerre mondiale, le 25 mai 1940, Léo Malet est arrêté et accusé, selon ce qu'il relate dans son autobiographie, de faire partie d'un « complot surréalo-trotskyste », « d'atteinte à la sûreté de l'État et reconstitution de ligue dissoute, « complot » dans lequel était également impliqué, entre autres, Benjamin Péret... ». Il est emprisonné à la prison de Rennes, puis est transféré au stalag X-B à Sandbostel entre Brême et Hambourg jusqu'en mai 1941.

### L'écrivain
Dès son retour de captivité, à la demande de Louis Chavance, Léo Malet se met à écrire des romans policiers, en adoptant d'emblée l'écriture à la première personne : « j'avais remarqué en lisant La Moisson rouge de Dashiell Hammett et L'Adieu aux armes d'Hemingway, combien cela donnait un style plus spontané, plus direct. Selon la suggestion de Chavance, je pensais aussi à certains films comme Scarface ».
En 1941 il publie sous le pseudonyme de Frank Harding son premier roman, Johnny Metal, et crée le personnage éponyme, journaliste américain lui permettant « toutes sortes de libertés, sans avoir à m'emmerder avec le décor ». Dans son autobiographie, Léo Malet affirme qu'en écrivant ce roman, qui devait initialement être intitulé L'ordre est de tuer, il ne s'« était pas aperçu que Metal était l'anagramme de Malet ! ». Après ce premier succès (tirage à 40 000 exemplaires), il publie en 1942 un « second faux policier américain, mijoté selon la même recette », La Mort de Jim Licking, qu'il signe Leo Latimer.
C'est en 1943 que Léo Malet publie 120, rue de la Gare — initialement intitulé L'Homme qui mourut au Stalag et refusé par un premier éditeur —, mettant en scène son célèbre détective privé Nestor Burma. « L'authenticité du récit, qui n'est toutefois pas exempt d'aspects poétiques (notamment lorsque sont évoqués les rêves de certains personnages), mais aussi l'humour sarcastique dont fait preuve son héros, caractérisent 120, rue de la Gare, premier roman noir français ». « Les dix mille exemplaires de mon bouquin sont partis dans la semaine » et « quinze jours après [...] la maison de production cinématographique Sirius achetait les droits pour en tirer un film ». Devant ce succès, il se met à écrire un deuxième roman avec le même héros, Nestor Burma contre C.Q.F.D, publié en 1945.

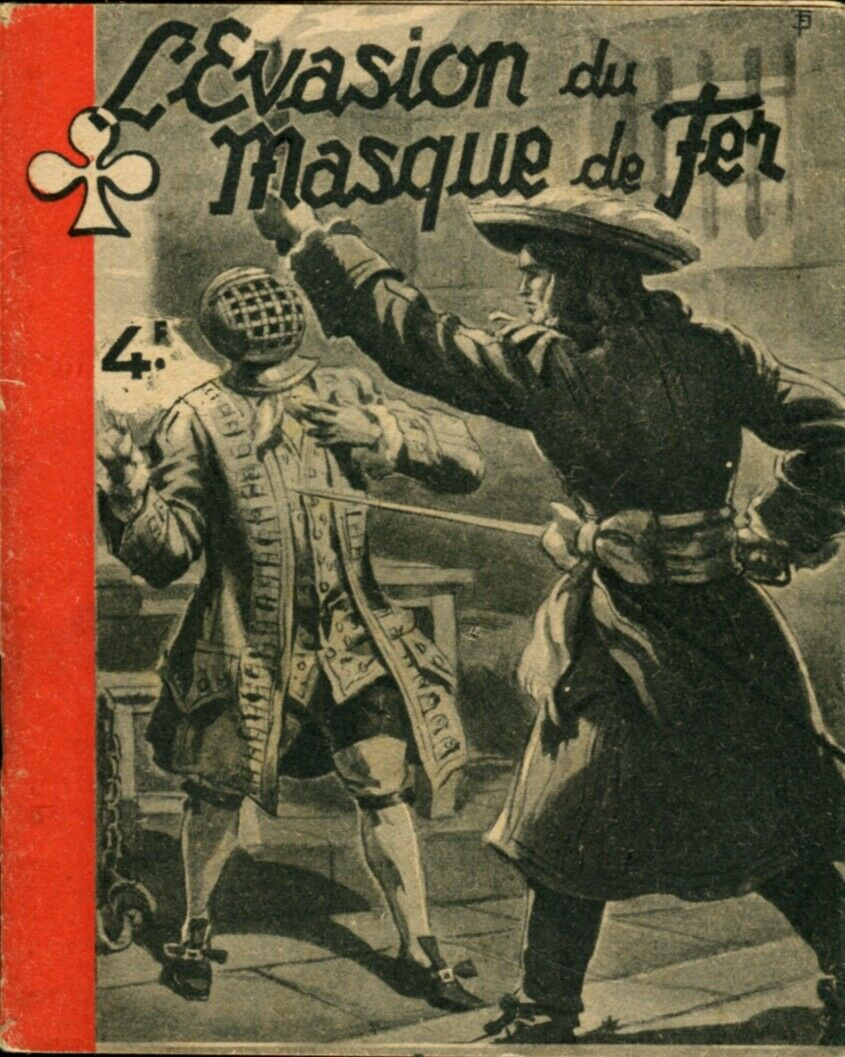
Couverture de L'évasion du masque de fer, roman signé sous le nom de plume d'Omer Refreger, 1945.

Durant la même période, en 1944 et 1945, il publie des romans de cape et d'épée signés Omer Refreger, Lionel Doucet ou Jean de Selneuves, dans la collection Carré d'As.
En 1948, Léo Malet devient le premier lauréat du grand prix de littérature policière pour Le Cinquième Procédé. La même année, il commence à écrire ce qui deviendra la Trilogie noire car « devant le succès de J'irai cracher sur vos tombes, de Vian-Sullivan, je me suis dit que je pourrais tenter un essai dans cette direction ». Il souhaite « exprimer certains sentiments ou préoccupations qui [l]'habitaient depuis longtemps », le genre du roman policier ne se prêtant pas à leur « véhiculation ». Une partie de ces livres est relativement autobiographique. Le premier titre de la trilogie est La vie est dégueulasse, titre qu'il a « voulu par provocation ». Le deuxième tome, Le soleil n'est pas pour nous, publié en 1949, raconte, dit-il, « certaines des histoires qui me sont arrivées quand je traînais la savate à Paris ». Le troisième, Sueur aux tripes, écrit dans la foulée, n'est publié que vingt ans plus tard en 1969.

En 1954, utilisant toujours le personnage de Nestor Burma, il commence la série des Nouveaux Mystères de Paris, dont chaque énigme a pour décor un arrondissement de la capitale.

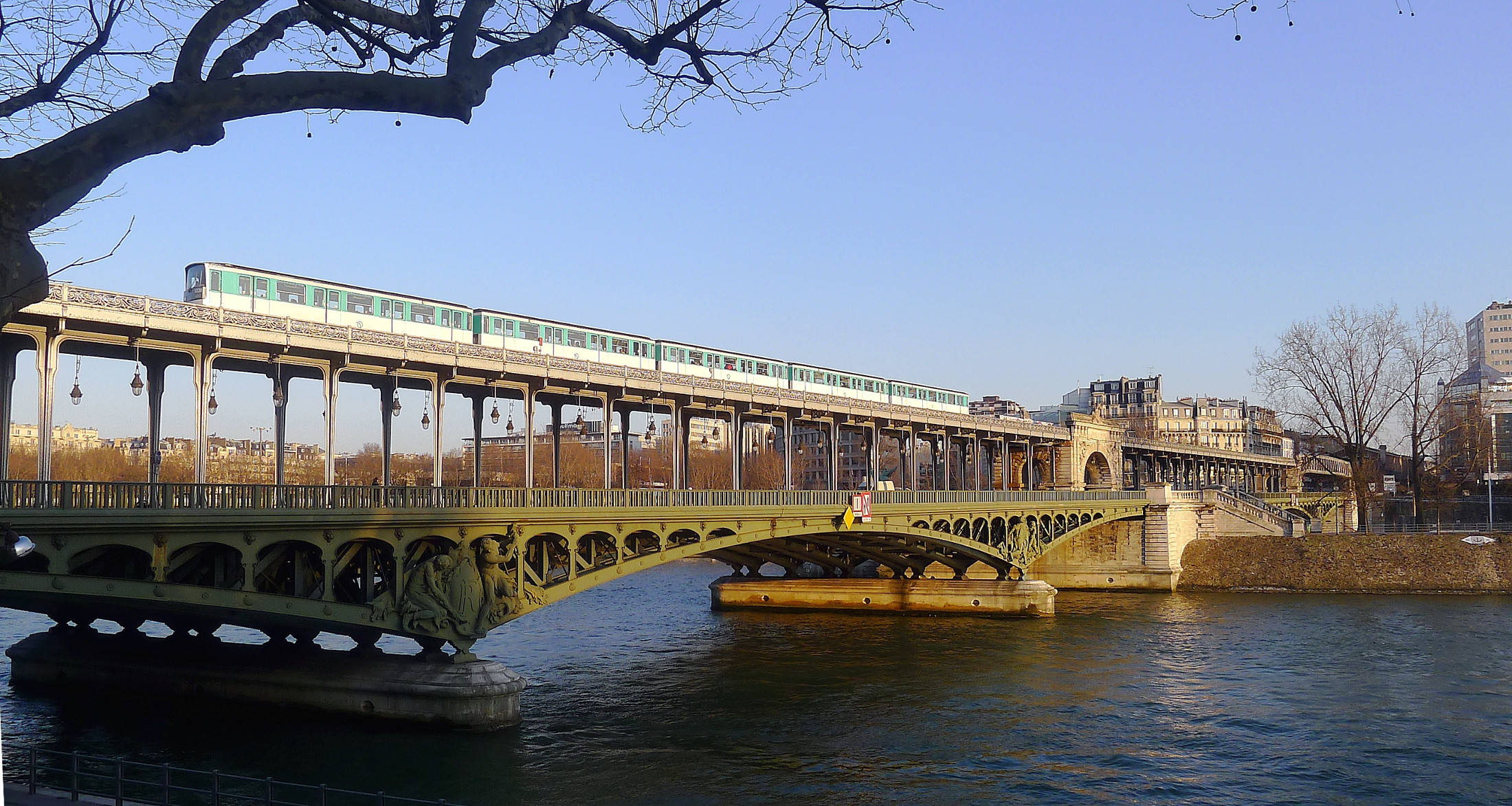
Pont de Bir-Hakeim où Léo Malet eut l'idée de la série Les Nouveaux Mystères de Paris.

L'idée de créer cette série est venue à Léo Malet lors d'une promenade dans Paris avec son fils : « L'idée m'est venue au pont de Bir-Hakeim. Devant ce paysage de Paris, je me suis dit que c'était quand même extraordinaire que personne n'ait jamais pensé à faire un vrai film sur Paris à part Louis Feuillade. J'ai eu l'idée confuse de romans policiers très différents de Fantômas qui se passeraient chacun dans un quartier ou arrondissement et il y en aurait plusieurs ». Le titre de la série revient à Maurice Renault : « c'est lui qui a eu l'idée du titre ». Quinze arrondissements de Paris forment le décor de ces Nouveaux Mystères, dont le 13e arrondissement de Paris avec Brouillard au pont de Tolbiac, publié en 1956 et qui « se détache indéniablement de cette série. Roman central d'une œuvre imposante, il fourmille d'anecdotes autobiographiques ». Le seizième ne sera jamais écrit. « J'étais en train de préparer le seizième roman, qui devait concerner le onzième arrondissement et s'appeler La Méprise de la Bastille, explique Léo Malet, lorsque je me suis aperçu, en me promenant dans ce coin que j'avais bien connu, que j'étais pris de vertige ». Devant ces problèmes de santé, « incapable de continuer ce cycle des Nouveaux Mystères, j'ai décidé, de commun accord avec Robert Laffont, de l'interrompre ». Entretemps, en 1958, il reçoit le prix de l'Humour noir pour l'ensemble de la série.
Léo Malet ne sera jamais publié dans la collection Série noire. En 1957, Marcel Duhamel écrit à son agent littéraire. Tout en reconnaissant le talent de l'auteur, « aussi bien dans l’atmosphère, le décor et la façon dont certains personnages sont plantés », il trouve les intrigues trop fantaisistes pour la collection ; « l'auteur donne l'impression de ne pas croire à ses histoires, d'hésiter entre le roman populiste, revendicateur et le policier. Par exemple Le soleil n'est pas pour nous est très attachant, mais tel quel : trop systématiquement noir et un peu trop invraisemblable. Pour les autres, le genre enquête policière n'est pas notre spécialité ».
Rencontrant de nouvelles difficultés financières, Léo Malet écrit en 1962 à la demande de Jean Diwo, directeur à l'époque de l'hebdomadaire Télé 7 jours, un feuilleton dont l'action se déroule à la télévision. Ce sera 6/35 contre 819, renommé Nestor Burma en direct lors de sa parution au Fleuve noir en 1967. Après un intermède comme bouquiniste quai de l’Hôtel-de-Ville en 1965, il obtient grâce à Maurice Renault un contrat au Fleuve noir, qui publie six romans avec Nestor Burma et un septième et dernier roman, Abattoir ensoleillé, en 1972. En 1981, Léo Malet fait un caméo dans le film Nestor Burma, détective de choc de Jean-Luc Miesch : il y incarne un vendeur de journaux, clin d'œil à son ancienne profession. En 1984, il reçoit pour l'ensemble de la série Nestor Burma le grand prix Paul-Féval de littérature populaire.
Un entretien que donne Léo Malet en juin 1985 au journal Libération fait scandale en raison de ses propos xénophobes. Dans son autobiographie publiée en 1988, il écrit : « il s'est créé un malentendu, à mon sujet. Je passe pour un homme de gauche, or il y a longtemps que je ne sais plus ce qu'est la gauche ou la droite et, si l'on veut à toutes forces me classer, je serais plutôt de droite – certains ont même dit « anarchiste de droite », mais attention de droite... La droite selon Léon Malet ». « Que penserait mon double de dix-sept ans, au drapeau noir, du Léo Malet d'aujourd'hui ? conclut-il. Beaucoup de mal certainement. Lui était révolutionnaire et moi je ne le suis plus. Il y en a qui dépouillent le vieil homme, moi j'ai dépouillé le jeune adolescent ». 
« L'anarchisme est un élément important de l’œuvre de Léo Malet. Il utilise cette théorie plus qu'il ne la sert. Il ne voit en elle que l'aspect individualiste, au détriment de l'outil d'émancipation. La liberté d'autrui détermine ma propre liberté, ont toujours affirmé les auteurs libertaires. L'une et l'autre sont inséparables. Les personnages de Léo Malet se limitent à l'obtention de leur seule liberté. La solidarité, spécifique à la philosophie libertaire, est absente de ses textes. »

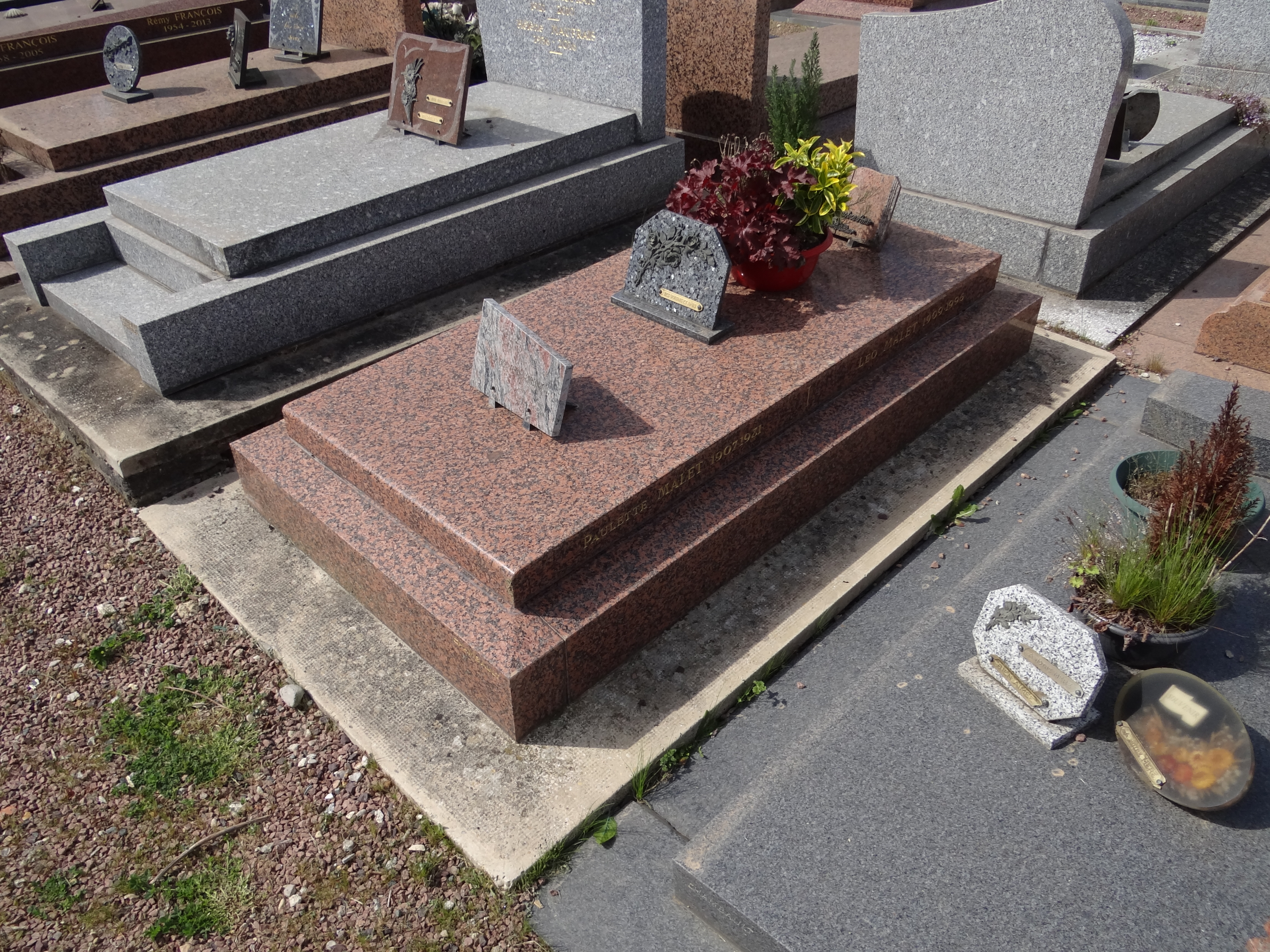
La tombe de Léo Malet au cimetière de Châtillon (Hauts-de-Seine).

Léo Malet meurt le 3 mars 1996. « Aujourd'hui, Malet fait partie des classiques ». Sa tombe est visible au cimetière de Châtillon près de Paris (12e Division, GPS : 48.80148, 2.28193).

## Analyse critique de l'œuvre
Selon Michel Marmin, « il faut en finir avec les idées reçues, notamment avec celle qui consiste à dire, que ce soit pour les célébrer ou pour les dénigrer, que les romans de Léo Malet sont une adaptation, aux couleurs françaises du roman noir américain. […] Car ce qu'il y a de plus spécifiquement français chez Léo Malet, c'est d'abord le styliste, dont on a trop dit, autre idée reçue, qu'il appartenait à la tradition du ruisseau, alors qu'il use de l'imparfait du subjonctif avec autant de virtuosité et d'à-propos que la marquise de Sévigné, ce qui nous éloigne décidément du roman noir américain » :
« J'ignore pourquoi je m'aventurai dans le passage. Peut-être parce que la grille bâillait, alors qu'elle eût dû être fermée. »
Pour Francis Lacassin, « son principal mérite — après lui nul n'a su le reproduire — est d'avoir prolongé l'univers poétique du Surréalisme par celui de la réalité du roman criminel ».
Et Jean Tulard ajoute : « Comme chez Simenon, l'atmosphère l'emporte sur l'histoire, mais comme chez Simenon et à l'inverse de Chandler, il n'y a nulle désinvolture à l'égard du lecteur : tous les éléments permettant de tirer au clair l'intrigue la plus embrouillée lui seront fournis. Rien ne restera dans l'ombre. Malet était trop français pour ne pas être cartésien. »
Pour Jean-Pierre Deloux, « tout comme les surréalistes avaient choisi de défendre Violette Nozière, Léo Malet revendique le criminel de droit commun. Avec ses lamentables personnages, il affirme devant le crime lui-même, l'innocence de la créature et illustre la lutte entre la volonté d'être et le désir d’anéantissement, les antagonismes de vie et de mort que nous retrouvons à tous les instants de la révolte, geste éternel de l'individu. Ce n'est pas le moindre talent de l'auteur que de nous faire vibrer à l'évocation de ces fantômes et de ces monstres qui hantent les pages brutales et frénétiques de la Trilogie noire ».

## Œuvre

### SérieNestor Burma

#### Romans
- 120, rue de la Gare (1943)
- Nestor Burma contre C.Q.F.D. (1945)
- L'Homme au sang bleu (1945)
- Nestor Burma et le Monstre (1946)
- Le Cinquième Procédé (1947)
- Gros plan du macchabée (1949)
- Hélène en danger (1949), court roman paru à la suite de Gros plan du macchabée
- Les Paletots sans manches (1949)
- Nestor Burma en direct (1967) (Titre initial : 6/35 contre 819, lors de la parution en feuilleton d'une première version dans Télé 7 jours en 1962)
- Nestor Burma revient au bercail (1967)
- Drôle d'épreuve pour Nestor Burma (1968)
- Un croque-mort nommé Nestor (1969)
- Nestor Burma dans l'île (1970)
- Nestor Burma court la poupée (1971), version réécrite et définitive du roman Coliques de plomb (1948)
- La Femme sans enfant (1981), début d'un roman inachevé
- Le Deuil en rouge (1981), roman inachevé

#### Romans du cycleLes Nouveaux Mystères de Paris
- Le soleil naît derrière le Louvre (1954) (situé dans le 1er arrondissement de Paris)
- Des kilomètres de linceuls (1955) (situé dans le 2e arrondissement de Paris)
- Fièvre au Marais (1955) (Titre initial : L'Ours et la Culotte) (situé dans le 3e arrondissement de Paris)
- La Nuit de Saint-Germain-des-Prés (1955) (Titre initial : Le sapin pousse dans les caves) (situé dans le 6e arrondissement de Paris)
- Les Rats de Montsouris (1955) (situé dans le 14e arrondissement de Paris)
- M'as-tu vu en cadavre ? (1956) (situé dans le 10e arrondissement de Paris)
- Corrida aux Champs-Élysées (1956) (situé dans le 8e arrondissement de Paris)
- Pas de bavards à la Muette (1956) (situé dans le 16e arrondissement de Paris)
- Brouillard au pont de Tolbiac (1956) (situé dans le 13e arrondissement de Paris)
- Les Eaux troubles de Javel (1957) (situé dans le 15e arrondissement de Paris)
- Boulevard... ossements (1957) (situé dans le 9e arrondissement de Paris)
- Casse-pipe à la Nation (1957) (situé dans le 12e arrondissement de Paris)
- Micmac moche au Boul' Mich' (1957) (situé dans le 5e arrondissement de Paris)
- Du rébecca rue des Rosiers (1958) (situé dans le 4e arrondissement de Paris)
- L'Envahissant Cadavre de la plaine Monceau (1959) (situé dans le 17e arrondissement de Paris)

#### Nouvelles avecNestor Burma
- Solution au cimetière (1946)
- Pas de veine avec le pendu (1952)[44] (Titre initial : Entreprise de transport)
- Faux Frère (1955)
- Lettre à Maurice Renault (1970)[45]
- Les Neiges de Montmartre (1974)[46], premier chapitre présenté sous forme de nouvelle du roman inachevé dédié au 18e arrondissement de Paris du cycle des Nouveaux Mystères de Paris (Titre initial : L'Année folle de Nestor Burma ; autre titre : Les Anars de la butte)
- Poste restante (1983)
- Nestor Burma intervient (1985), chapitre XXII du Roman des 40, ouvrage collectif, Le Figaro, 7 août 1985.

#### Pièce radiophonique avecNestor Burma
- Détective privé (1954) (en collaboration avec Thomas Narcejac)

### La trilogie noire
La Trilogie noire est un recueil édité en 1969 rassemblant deux romans précédemment parus et un inédit :
- La vie est dégueulasse  (ISBN 2264007397) (1948, réédité en 1980 sous le titre : Il fait toujours nuit) ;
- Le soleil n'est pas pour nous (1949)  (ISBN 2264007400) ;
- Sueur aux tripes (1969)  (ISBN 2264007419)

### Autres romans signés Léo Malet
- L'Ombre du grand mur (1943) (autre titre À l'ombre du grand mur) (réédition en 1964 dans une version modifiée sous le titre Alerte !)
- Vengeance à Ciudad-Juarez (1944-1945), refusé par l'éditeur, manuscrit retrouvé en 1986[47],[48]
- Le Voilier tragique (1944-1945), refusé par l'éditeur, manuscrit retrouvé en 1986[47],[48]
- Le Truand chevaleresque (1944-1945), accepté par l'éditeur, mais texte égaré[47]
- Le Dernier Train d'Austerlitz (1948)
- Énigme aux Folies-Bergère (1952)
- Abattoir ensoleillé (1972)

### Romans signés Frank Harding

#### SérieJohnny Métal
Romans et nouvelles publiés initialement sous le pseudonyme de Frank Harding :
- Johnny Metal (1941)
- Excellent pour les nerfs (1942-1944, roman inachevé publié en extrait en 1984 dans Le Magazine littéraire no 194)
- À bord du vaisseau fantôme (1943 (?))
- Aux mains des réducteurs de têtes (1945)
- Miss Chandler est en danger (1946)
- Le Dé de jade (1947)
- Affaire double (1948)
- Le Gang mystérieux (1952)

#### SérieMike Rowland
Romans publiés initialement sous le pseudonyme de Frank Harding :
- Recherché pour meurtre (1948)
- Cité interdite (1950)

#### Autres romans
- Vacances sous le pavillon noir (1942, réédité en 1982 sous la signature de Léo Malet)
- Mort au bowling (1952, réédité en 1982 sous la signature de Léo Malet)

### Romans signés Omer Refreger
- La Louve du Bas-Craoul (1944)
- Derrière l'usine à gaz (1944)
- Un héros en guenilles (1944)
- Erreur de destinataire (1944)
- Gérard Vindex, gentilhomme de fortune (1944)
- L'Enveloppe bleue (1944)
- L'Auberge de banlieue (1945)
- Le Diamant du huguenot (1945)
- La Sœur du flibustier (1945)
- Le Capitaine Cœur-en-berne (1945)
- L'Évasion du Masque de fer (1945)
- Le Voilier tragique (1989)[49]

### Roman signé Louis Refreger
- L'Île de la mort (1952)

### Roman signé Léo Latimer
- La Mort de Jim Licking (1942, réédité en 1982 sous la signature de Léo Malet)

### Roman signé Lionel Doucet
- La Cinquième Empreinte (1946)

### Roman signé Jean de Selneuves
- La Forêt aux pendus (1946)

### Nouvelles
- Le Vampire artificiel (1974), nouvelle rédigée entre 1943 et 1950
- On ne tue pas les rêves (1946)[50]
- Un bon petit diable (1946)[51]
- Direction cimetière[52]
- Le Sang innocent, conte doux (et tardif) de Noël (1954)[53]
- Le Tiroir (1980)[54]

### Poésie
- Le Rêveur absolu (1930)
- Ne pas voir plus loin que le bout de son sexe, poèmes surréalistes (1936)
- J'arbre comme cadavre, poèmes surréalistes (1937)
- Hurle à la vie, poèmes surréalistes (Dessins d'André Masson) (1940)
- Puissance (1943)
- Le Frère de Lacenaire (Illustrations de Salvador Dalí) (1943)
- Vie et survie du vampire (1961)
- Poèmes surréalistes (1930-1945) (1975)

Cette liste est non exhaustive. 88 poèmes ont été publiés en 1989 dans le Tome V des Œuvres de Léo Malet, aux éditions Robert Laffont, collection Bouquins.

### Ouvrages autobiographiques
- La Vache enragée, Paris, Hoëbeke, 1988  (ISBN 2-905292-17-2)
- La Vache enragée (chronologie et choix de documents par Francis Lacassin), Paris, Julliard, 1990  (ISBN 2-260-00765-1)
- Journal secret (préface de Francis Lacassin, notes de Francis Lacassin et Michel Marmin, photos de Marc Gantier), Paris, Fleuve noir, 1997  (ISBN 2-265-06341-X)

### Correspondance
- Dédicrasses et autres curiosités, introduction et commentaires littéraires par Ralph Messac; préface de Michel Besnier, Paris, Éditions ex nihilo, 2020  (ISBN 978-2-916185-36-1)
- Mon vieux Guérif, lettres et dédicaces pour collectionneurs avertis, La Grange Batelière, 2020  (ISBN 979-10-97127-09-1)

### Pièce radiophonique
- Contredanse pour maître-chanteur (1957) (en collaboration avec Ralph Messac). « Écouter en ligne »

### Articles
- Le travail, rien de tel, La Rue n°4, 18 mai 1946.
- Un brûleur de dur, dur de dur, La Rue n°12, novembre 1947.
- Sur le roman policier, Le Monde libertaire, no 16, mars 1956, [lire en ligne].

### Traduction
- Mort aux femmes nues de Gypsy Rose Lee (1950) (en collaboration avec Michel le Houbie)

## Adaptations

### Au cinéma
- 1946 : 120, rue de la Gare, film français réalisé par Jacques Daniel-Norman, avec René Dary (Nestor Burma).
- 1959 : Énigme aux Folies Bergère, film français réalisé par Jean Mitry, avec Franck Villard (commissaire Raffin).
- 1976 : La Nuit de Saint-Germain-des-Prés, film français réalisé par Bob Swaim, avec Michel Galabru (Nestor Burma).
- 1981 : Nestor Burma, détective de choc, film français réalisé par Jean-Luc Miesch, adaptation du roman M'as-tu vu en cadavre ?, avec Michel Serrault (Nestor Burma).

### À la télévision

#### Téléfilms
- 1954 : La Nuit d'Austerlitz[55], téléfilm français réalisé par Stellio Lorenzi, avec Daniel Sorano (Nestor Burma).
- 1988 : Les Rats de Montsouris, téléfilm français réalisé par Maurice Frydland, avec Gérard Desarthe (Nestor Burma).

#### Série télévisée
- 1991–2003 : Nestor Burma, avec Guy Marchand dans le rôle de Nestor Burma.

### À la radio
- Pierre Billard a adapté plusieurs romans de Léo Malet dans le cadre de la série "Les Maîtres du mystère" fin 50, début 60 : Casse-pipe à la Nation, Nestor Burma contre CQFD, Gros plan sur le Mort, Énigme au music-hall.
- 1982 : Cent-vingt, rue de la Gare, adaptation radiophonique de Pierre Dupriez et Serge Martel ; premières diffusions sur France Culture les 20 et 22 novembre 1982 ; réalisation de Jean-Jacques Vierne[56].
- 1989: Corrida aux  Champs-Élysées pour France Culture, adaptation de Noël Simsolo, réalisation de Jean-PIerre Colas, avec Claude Rich dans le rôle de Nestor Burma.

### En bande dessinée

#### Nestor Burma
- Série Nestor Burma (1982- ), illustrations et adaptations de Jacques Tardi, Casterman.

#### Trilogie noire
- La vie est dégueulasse, Casterman, 2005
Scénario : Philippe Bonifay - Dessin : Youssef Daoudi - (ISBN 978-2-203-37010-4)
- Le soleil n'est pas pour nous, Casterman, 2006
Scénario : Philippe Bonifay - Dessin : Youssef Daoudi - (ISBN 978-2-203-37012-8)
- Sueur aux tripes, Casterman, 2007
Scénario : Philippe Bonifay - Dessin : Youssef Daoudi - (ISBN 978-2-203-00333-0)
- Trilogie noire, l'intégrale, Casterman, 2008
Scénario : Philippe Bonifay - Dessin : Youssef Daoudi - (ISBN 978-2-203-01456-5)

### Au théâtre
- Nestor Burma, détective de choc, d'après la nouvelle La Solution au cimetière, mise en scène Philippe Labonne, avec Adrien Ledoux dans le rôle de Nestor Burma, Théâtre des Lucioles, Festival d'Avignon 2006

## Prix et distinctions notables
- 1948 : Grand prix de littérature policière pour le roman Le Cinquième Procédé[57].
- 1958 : Prix de l'Humour noir Xavier Forneret pour la série Les Nouveaux Mystères de Paris[58].
- 1984 : Prix Paul Féval pour l'ensemble de la série Nestor Burma[59].

#### Ouvrages
- Alfu, Léo Malet : parcours d'une oeuvre, Amiens, Encrage, 1998, 161 p. (ISBN 978-2-906-38992-2, OCLC 421702305)
- Jacques Baudou, Les nombreuses vies de Nestor Burma, Lyon, Les Moutons électriques, coll. « Bibliothèque rouge » (no 18), 2010, 333 p. (ISBN 978-2-361-83003-8, OCLC 758723550)
- Laurent Bourdelas, Le Paris de Nestor Burma : l'Occupation et les Trente Glorieuses de Léo Malet : essai, Paris, L'Harmattan, coll. « Sang maudit », 2007, 189 p. (ISBN 978-2-296-02462-5, OCLC 471021116, lire en ligne)
- Cahiers du silence, Léo Malet (présenté par Daniel Mallerin), Yverdon, La Marge-Kesselring, 1974
- Anita Caignet et Yves Reuter (dir.), Les incipits dans les romans policiers de Léo Malet (Thèse), Lille, Université Charles de Gaulle, 2004, 3 vol. (570 f.) (OCLC 491100889)
- Nadia Dhoukar, La Vision de Paris dans Les Nouveaux Mystères de Paris de Léo Malet, Université de Dijon (mémoire de maîtrise), 1999
- Gilles Gudin de Vallerin et Gladys Bouchard, Léo Malet revient au bercail (Catalogue d'exposition), Arles, Actes Sud, 2007, 256 p. (ISBN 978-2-742-77210-0, OCLC 421767205)
- Francis Lacassin, Sous le masque de Léo Malet, Nestor Burma, Amiens, Encrage, coll. « Portraits » (no 4), 1991 (ISBN 978-2-906-38932-8, OCLC 406670086)
- OULIPOPO, Enigmatika 18 : spéciale 81, Paris, Butte-aux-Cailles, 1982, 223 p. (ISBN 978-2-902-92812-5, OCLC 77890025)
- Cédric Pérolini, Léo Malet, le poète et le gratte-papier, Université Sorbonne Nouvelle - Paris 3 (thèse), 2009 [lire en ligne]
- Cédric Pérolini, Léo Malet mauvais sujet, Nestor Burma passe aux aveux (préface de Patrick Pécherot, avec un inédit de Léo Malet : Sur le roman policier), Marseille, L'Atinoir, 2010  (ISBN 978-2-918112-17-4)

#### Articles
- Laurent Bourdelas, Notice "Burma, Nestor", Dictionnaire historique de Paris, La Pochothèque, Le Livre de Poche, 2013.
- François Denivet, « Léo Malet, fils de l’anarchie et du surréalisme », Papiers recyclés,‎ 26 mars 2009 (lire en ligne).
- Guy Konopnicki, La rumba de Nestor, Marianne, 14 juillet 2007, [lire en ligne].
- Thierry Maricourt, Histoire de la littérature libertaire en France, Albin Michel, 1990, « lire en ligne ».

#### Sources
- Polar no 8, janvier 1980
- Léo Malet, La Vache enragée, Éditions Hoëbeke, 1988, 247 p.
- Claude Mesplède (dir.), Dictionnaire des littératures policières, vol. 2 : J - Z, Nantes, Joseph K, coll. « Temps noir », 2007, 1086 p. (ISBN 978-2-910686-45-1, OCLC 315873361)
- François Guérif, Du polar : entretiens avec Philippe Blanchet, Paris, Payot & Rivages, coll. « Manuels Payot », 2013, 312 p. (ISBN 978-2-228-90882-5, OCLC 842467036), p. 89
- « notice biographique », Dictionnaire biographique, mouvement ouvrier, mouvement social, « Le Maitron ».

### Fonds Léo Malet
Les archives de Léo Malet ont été déposées en 2006 par son fils Jacques à la Médiathèque de Montpellier. Elles comportent 12300 références. Le catalogue complet est disponible en ligne.

### Émissions audio
- France Culture, Qui veut la peau de Nestor Burma ?, 24 mars 2012. écouter en ligne
- France Culture, Première nuit spéciale Léo Malet, 16 octobre 2016. écouter en ligne
- France Culture, Deuxième nuit spéciale Léo Malet, 23 octobre 2016. écouter en ligne